# Ma tante d'Honfleur (film, 1931)
Pour plus de détails, voir Fiche technique et Distribution.
Ma tante d'Honfleur est un film français réalisé par André Gillois, sorti en 1932.

## Fiche technique
- Titre : Ma tante d'Honfleur
- Réalisateur : André Gillois
- Scénario : Henri Diamant-Berger, d'après la pièce éponyme de Paul Gavault (créée en 1914 au Théâtre des Variétés)
- Société de production : Les Films Era
- Pays d'origine :  France
- Format :  Noir et blanc - 1,37:1 - 35 mm - son mono
- Genre : Comédie
- Durée : 85 minutes
- Date de sortie : 
  - France : 11 mars 1932
- Affiche : René Péron (France)

## Distribution
- Jeanne Cheirel : la tante d'Honfleur
- Jim Gérald : Charles Berthier
- Charles Fallot : M. Dorlange
- Louisa de Mornand : Mme Dorlange
- Robert Pizani : le docteur Douce
- Florelle	: Albertine
- Yvonne Garat : Yvonne Leblond
- Robert Goupil : Clément
- Daniel Lecourtois	: Adolphe
- Rolla France : Lucette
- Yvonne Rozille
- Yvonne Scheffer
- Nicole Martel
- Reine Charny